# ポン＝レミ
ポン＝レミ（フランス語：Pont-Remy）は、フランス北部のオー＝ド＝フランス地域圏、ソンム県にあるコミューン。

## 地理
ポン＝レミは、D901、D183上にあり、アブヴィルの11kmほど南東に位置している。また、古代にはソンム川の横断地点でもあった。

## 人口
| 年 | 1962 | 1968 | 1975 | 1982 | 1990 | 1999 | 2006 |
| --- | ---- | ---- | ---- | ---- | ---- | ---- | ---- |
| 人口 | 1525 | 1547 | 1405 | 1311 | 1395 | 1400 | 1562 |
| 1962年より複数のコミューンに居住地を持つ住民(例:学生、軍人)を2人として数えるのを中止し1人とのみカウントしている。 |      |      |      |      |      |      |      |

## 名所
- 鉄道駅
- サン・ピエール教会

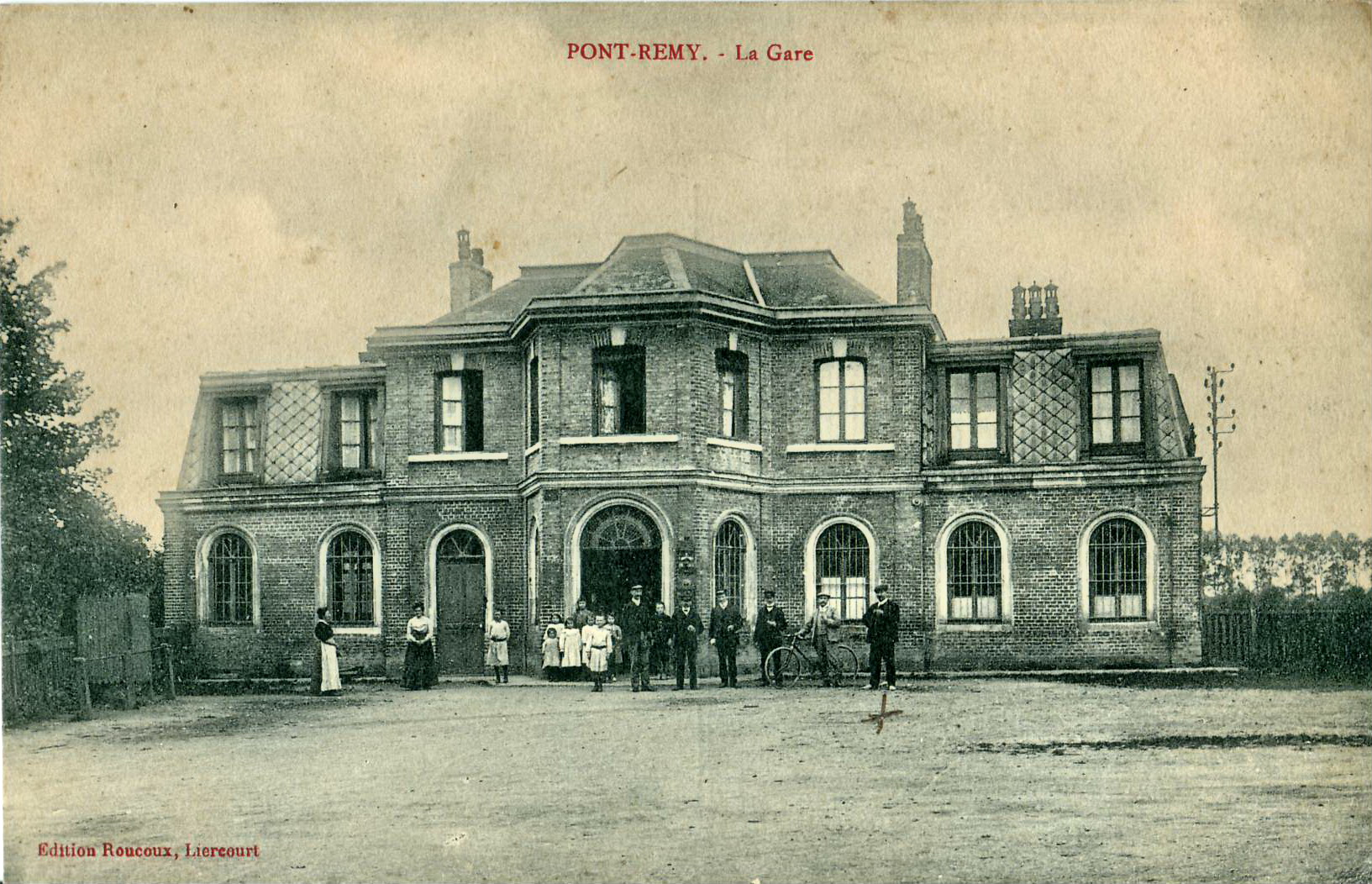
20世紀の鉄道駅

- 城：この城は、百年戦争時代のイングランドの攻撃に持ちこたえた。リシュリューはここで身柄を拘束されていたことがある。
- 英国人墓地